# Пітер Ліфіфі
Пітер Ліфіфі ((рум. Petru Lificiu; нар.
1 жовтня 1950, Проденешть, Румунія)  — румунський інженер та політик, обіймав посаду міністра водних ресурсів та охорони навколишнього середовища в уряді Адріана Нестасе (17 січня 2002 — 19 червня 2003).

## Із життєпису
У 1977—89 роках працював інженером на одному з підприємств Бухареста. 1986 року здобув фах інженера з промислової автоматики. У 1999 році розпочав політичну кар'єру, до 2000 року був членом Національної ради Соціал-демократичної партії Румунії (згодом — Соціал-демократична партія). У 2001—2002 роках обіймав посаду міністра водних ресурсів та охорони навколишнього середовища. Починаючи з 2002 року, був очільником Національного екологічного форуму. Залишив посаду у 2004 році, тоді ж здобув науковий ступінь доктора наук. Після реорганізації міністерства у 2004 році обійняв посаду державного секретаря у Міністерстві сільського господарства, водних ресурсів та охорони навколишнього середовища.
Займався науковою діяльністю, доцент факультету інженерії Бухарестської політехніки. Окремі праці:
- «Tehnologia, diagnoza şi fiabilitatea echipamentelor de automatizare» (1986, у співавторстві);
- «Some remarks concerning the automatic spectral analysis» (1990, у співавторстві);
- «A Solution for Availability Incresing of Digital Computers Used in Machine Building Industry» (1987);
- «Centrale termice Buderus: istoric, principii constructive» (1998);
- «Centrale termice Buderus: automatizare, funcţionare ecologică» (1998);
- «Seminar Buderus» (1998);
- «Echipament numeric de conducere a sistemelor ecologice de încălzire a spaţiilor de locuit şi procedeu de acordare prin simulare numerică» (у співавторстві, 2003);
- «Simularea numerică a sistemelor de încălzire inteligente ale spaţiilor de locuit cu programul SIMBAD» (у співавторстві, 2003);
- «Romanian Policy for Environmental Protection» (2003);
- «Sistemul informaţional al mediului — suport decizional pentru dezvoltarea durabilă» (2003);
- «Laborator virtual pentru managementul energetic al clădirilor» (2004);
- «Rolul MAPAM şi agenţiilor locale de mediu în dezvoltarea durabilă» (2004).

Нагороджений орденами Зірки Румунії та Праці. Одружений, батько двох дітей.